# Zygmunt Zawadzki
Zygmunt Zawadzki est un boxeur polonais né le 12 avril 1936 et mort le 6 décembre 2006 à Bydgoszcz.

## Carrière
Sa carrière amateur est principalement marquée par une médaille de bronze remportée aux championnats d'Europe de 1959 dans la catégorie des poids coqs.

## Palmarès

### Championnats d'Europe
- Médaille de bronze en -54 kg en 1959 à Lucerne, Suisse